# Ernst-Hoferichter-Preis

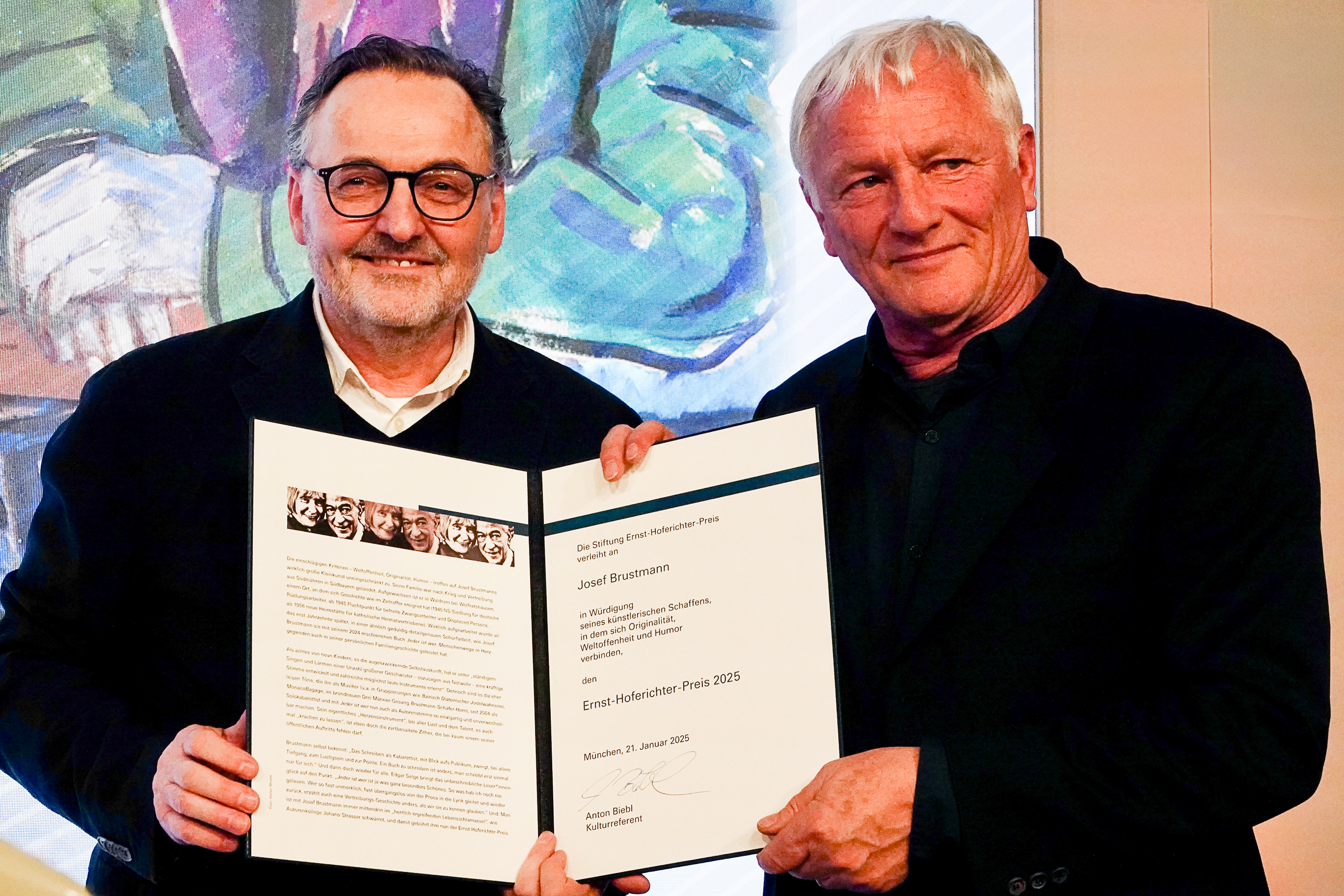
Ernst-Hoferichter-Preis 2025 für Josef Brustmann

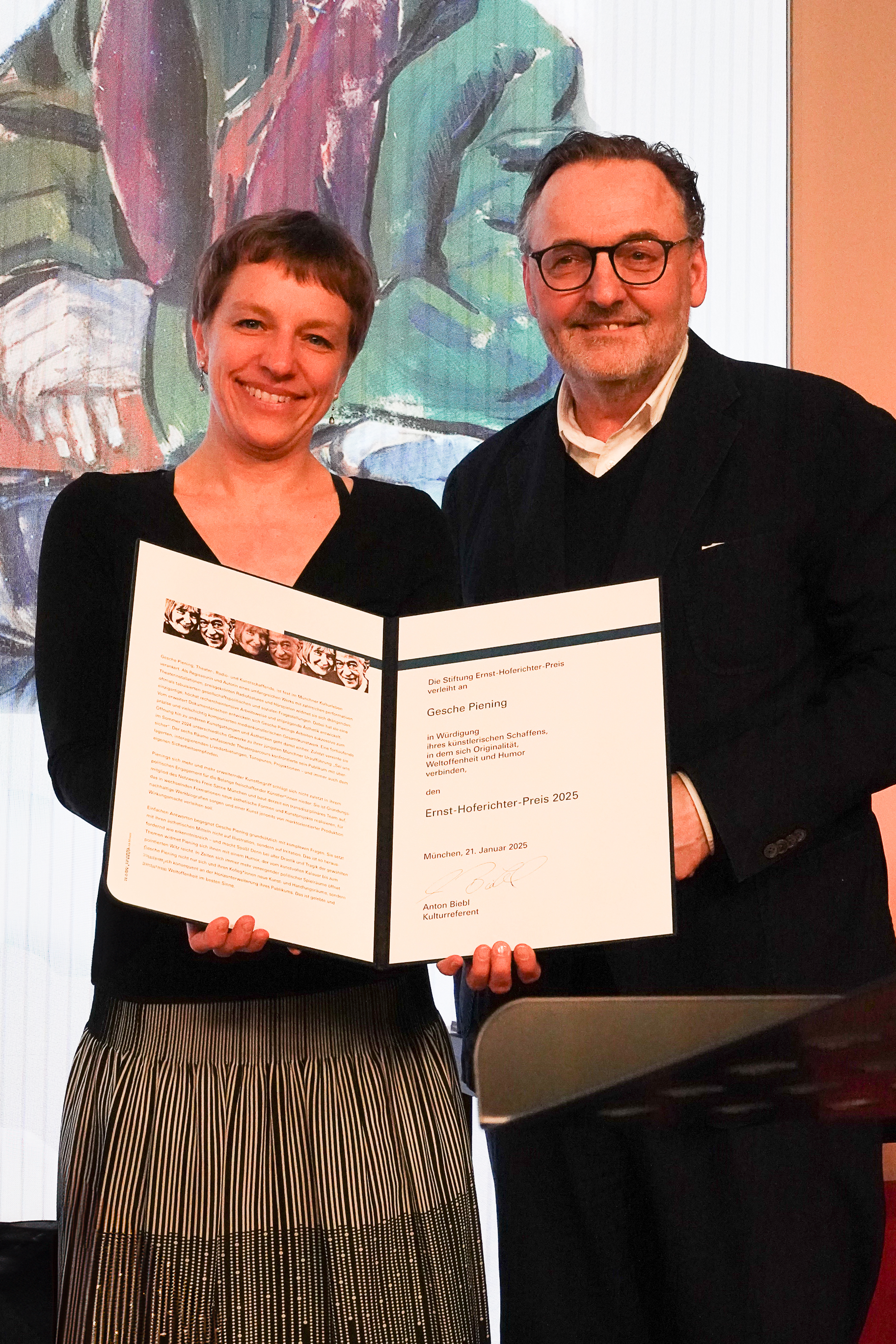
Ernst-Hoferichter-Preis 2025 für Gesche Piening

Der Ernst-Hoferichter-Preis (Eigenschreibweise: Ernst Hoferichter-Preis) ist eine Auszeichnung für Münchner Autoren (auch in den Sparten Kabarett, Drehbuch, Journalismus), die in ihren Werken wie Ernst Hoferichter „Originalität mit Weltoffenheit und Humor“ verbinden.
Seit 1975 werden von der Ernst-Hoferichter-Stiftung nach dem letzten Willen von Franzi Hoferichter, der Witwe des Schriftstellers, jährlich zwei Preise (von 2015 bis 2018 jährlich nur ein Preis) in Höhe von je 5000 Euro vergeben (Stand 2020). Über die Preisträger entscheidet der Stiftungsbeirat, dem neben dem Kulturreferenten Münchens und dem Direktor der Münchner Stadtbibliothek vier literarische Freunde Hoferichters bzw. die von ihnen bestimmten Nachfolger angehören. Dies sind derzeit Wolfgang Görl, Brigitta Rambeck, Michael Skasa und Christian Ude. Bei der Verleihung am 23. Januar 2024 wurde bekannt gegeben, dass Wolfgang Görl und Michael Skasa zum Frühjahr 2024 zugunsten von Katja Huber und Rebecca Faber (Monacensia) zurücktreten.

## Preisträger
- 1975: Carl Amery, Isabella Nadolny
- 1976: Eugen Roth, Karl Spengler, Karl Ude
- 1977: Rolf Flügel, Anton Sailer, Martin Sperr
- 1978: Hellmut von Cube, Effi Horn, Wilhelm Lukas Kristl
- 1979: Franziska Bilek, Dieter Hildebrandt, Konstantin Wecker
- 1980: Peter de Mendelssohn, Gerhard Polt, Herbert Riehl-Heyse
- 1981: Sarah Camp, Armin Eichholz, Hannes König
- 1982: Jörg Hube, August Kühn, Kurt Seeberger
- 1983: Siegfried Sommer, Carl Borro Schwerla, Ernst Wendt
- 1984: Philip Arp, Oliver Hassencamp, Ellis Kaut, Marianne Sägebrecht
- 1985: Franz Xaver Kroetz, Biermösl Blosn, Sigi Zimmerschied
- 1986: Hannes Burger, Rachel Salamander, Herbert Schneider, Klaus Peter Schreiner
- 1987: Karl Hoche, Hanns Christian Müller, George Tabori
- 1988: Wolfgang Ebert, Alexeij Sagerer, Michael Skasa
- 1989: Ernst Günther Bleisch, Karl Heinz Kramberg
- 1990: Barbara Bronnen, Bruno Jonas
- 1991: Ernestine Koch, Herbert Rosendorfer
- 1992: Anne Rose Katz, Joseph von Westphalen
- 1993: Lothar-Günther Buchheim, Asta Scheib, Helmut Seitz
- 1994: Gabi Lodermeier, Willy Purucker
- 1995: Doris Dörrie, Sten Nadolny
- 1996: Keto von Waberer, Franz Geiger
- 1997: Axel Hacke, TamS
- 1998: Renate Just, Georg Ringsgwandl
- 1999: Herbert Achternbusch, Maria Peschek
- 2000: Hella Schlumberger, Albert Ostermaier
- 2001: Franz Xaver Bogner, Ernst Maria Lang
- 2002: Fabienne Pakleppa, Georg Maier
- 2003: Tilman Spengler, Hanns Meilhamer und Claudia Schlenger
- 2004: Wellküren (Veronika Lilla, Burgi Well, Monika Well-Hösl)
- 2005: Anatol Regnier und Walter Zauner
- 2006: Dagmar Nick und Zé do Rock
- 2007: Monika Gruber und Albert Sigl
- 2008: Ernst Augustin und Christine Grän
- 2009: Matthias Politycki und Lena Gorelik
- 2010: Frank-Markus Barwasser und Hermann Unterstöger
- 2011: Kerstin Specht und Jan Weiler
- 2012: Hans Pleschinski und Jörg Maurer
- 2013: Gerd Holzheimer und Luise Kinseher
- 2014: Sarah Hakenberg und Marcus H. Rosenmüller
- 2015: Christoph Süß
- 2016: Ali Mitgutsch
- 2017: Thomas Grasberger
- 2018: Karl-Heinz Hummel
- 2019: Dieter Hanitzsch und Christine Wunnicke (lehnte die Annahme ab)[1][2]
- 2020: Dana von Suffrin und Rudi Hurzlmeier
- 2021: Wolfgang Ettlich, Jaromir Konecny und Barbara Yelin
- 2022: Fee Brembeck und Alex Rühle[3]
- 2023: Deniz Aykanat und Karl Stankiewitz[4]
- 2024: Katja Huber und Pierre Jarawan[5]
- 2025: Josef Brustmann und Gesche Piening[6]

## Fotos von der Preisverleihung 2025

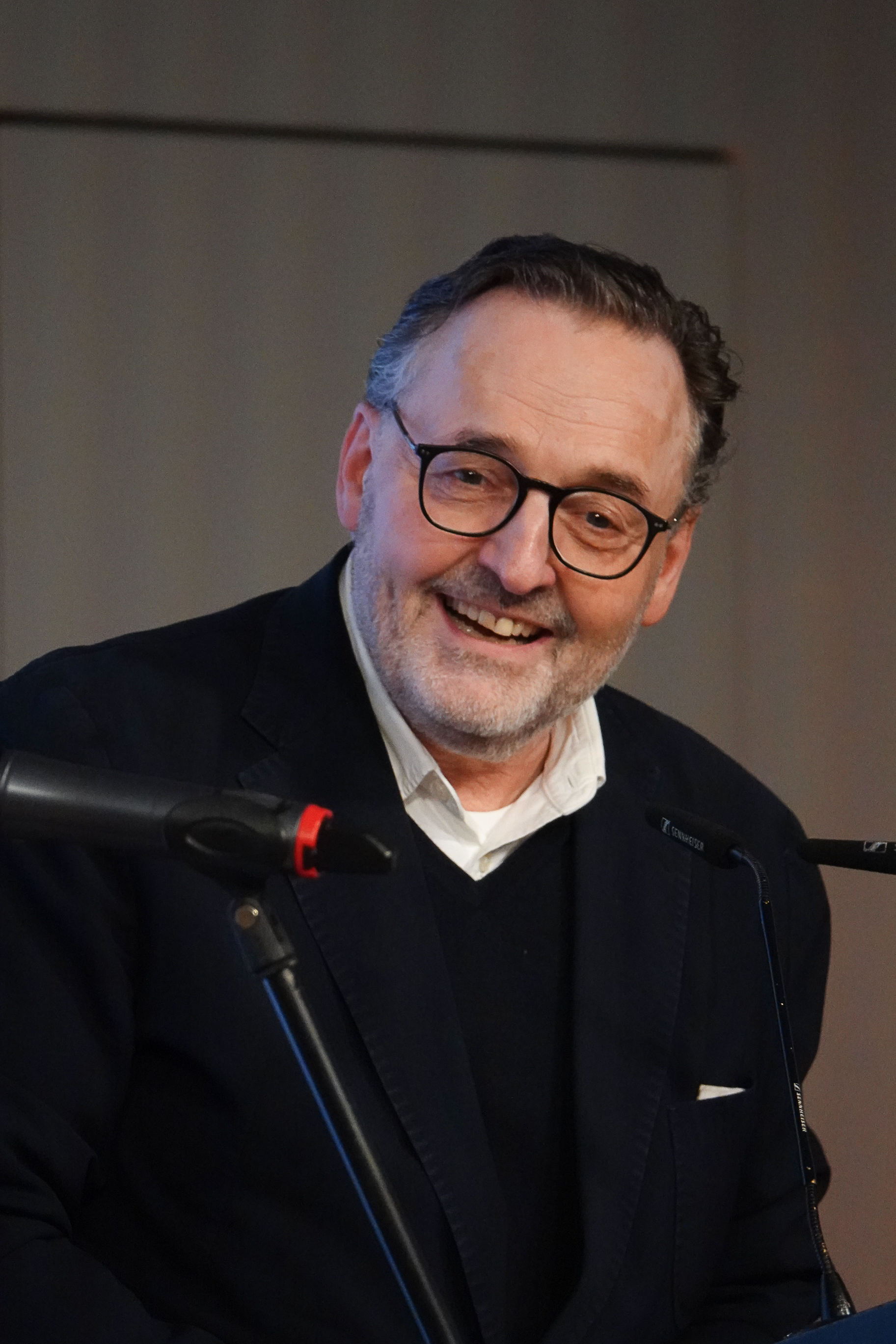
Kulturreferent Anton Biebl
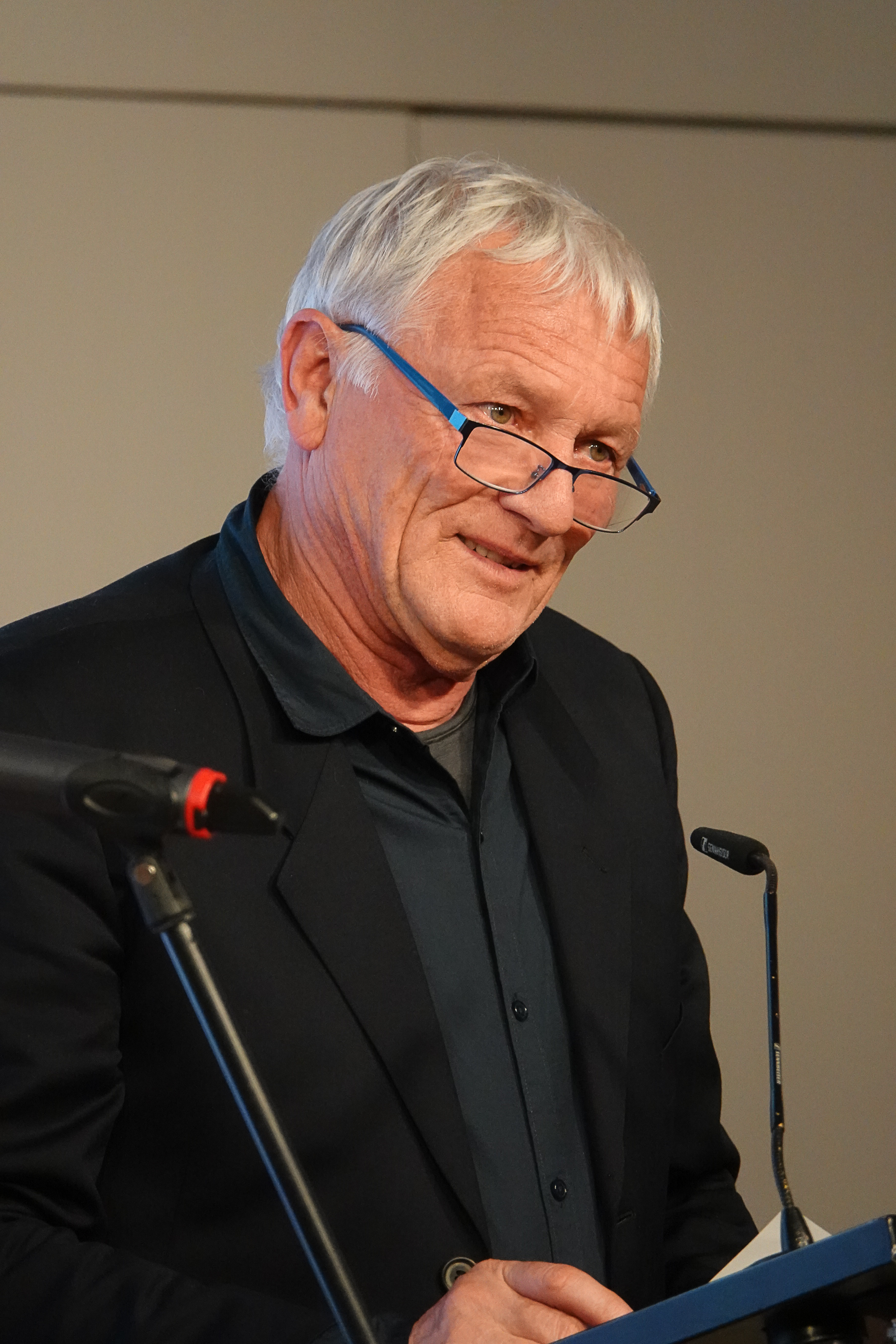
Josef Brustmann: Dankesrede
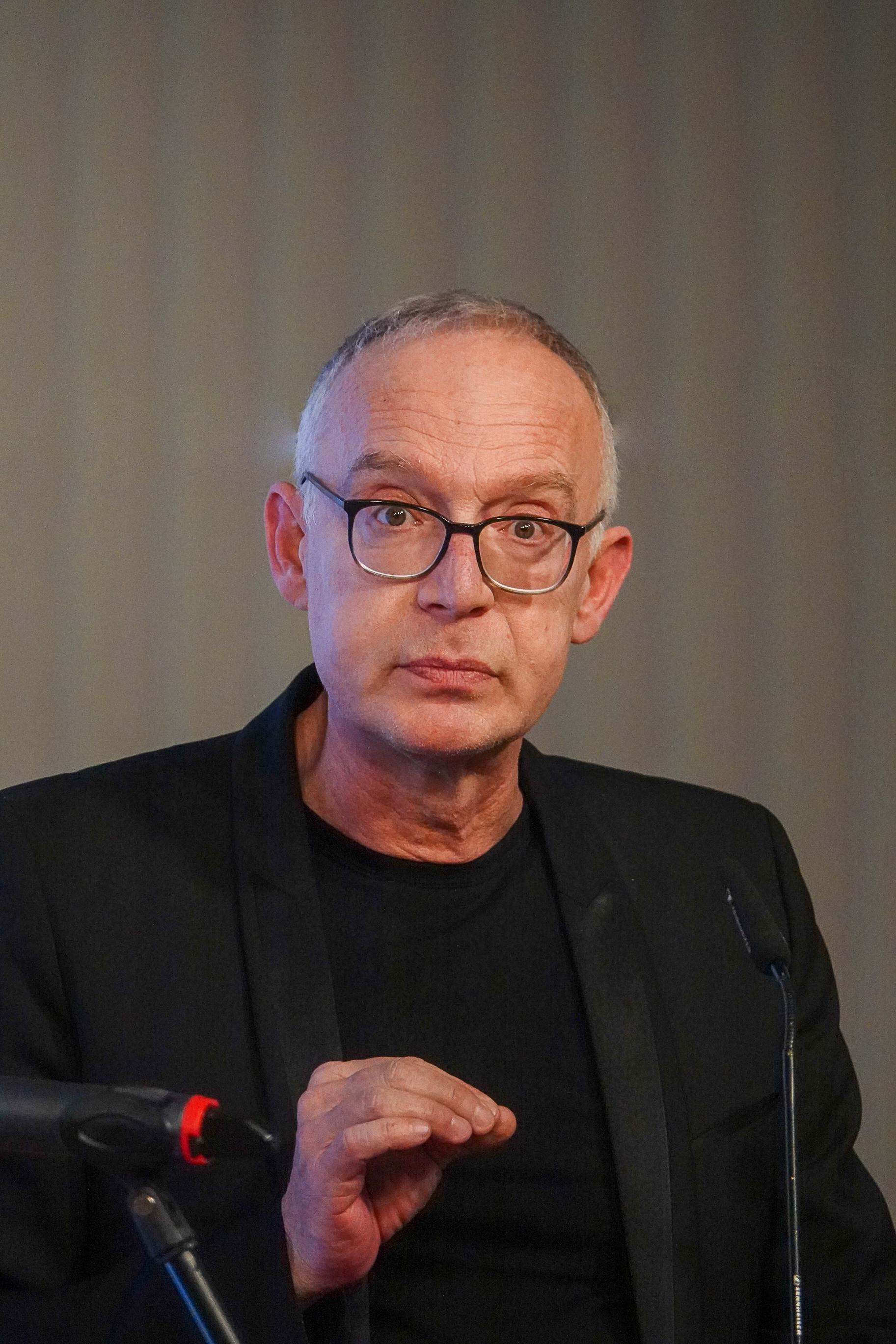
Christoph Süß, Laudator für Gesche Piening
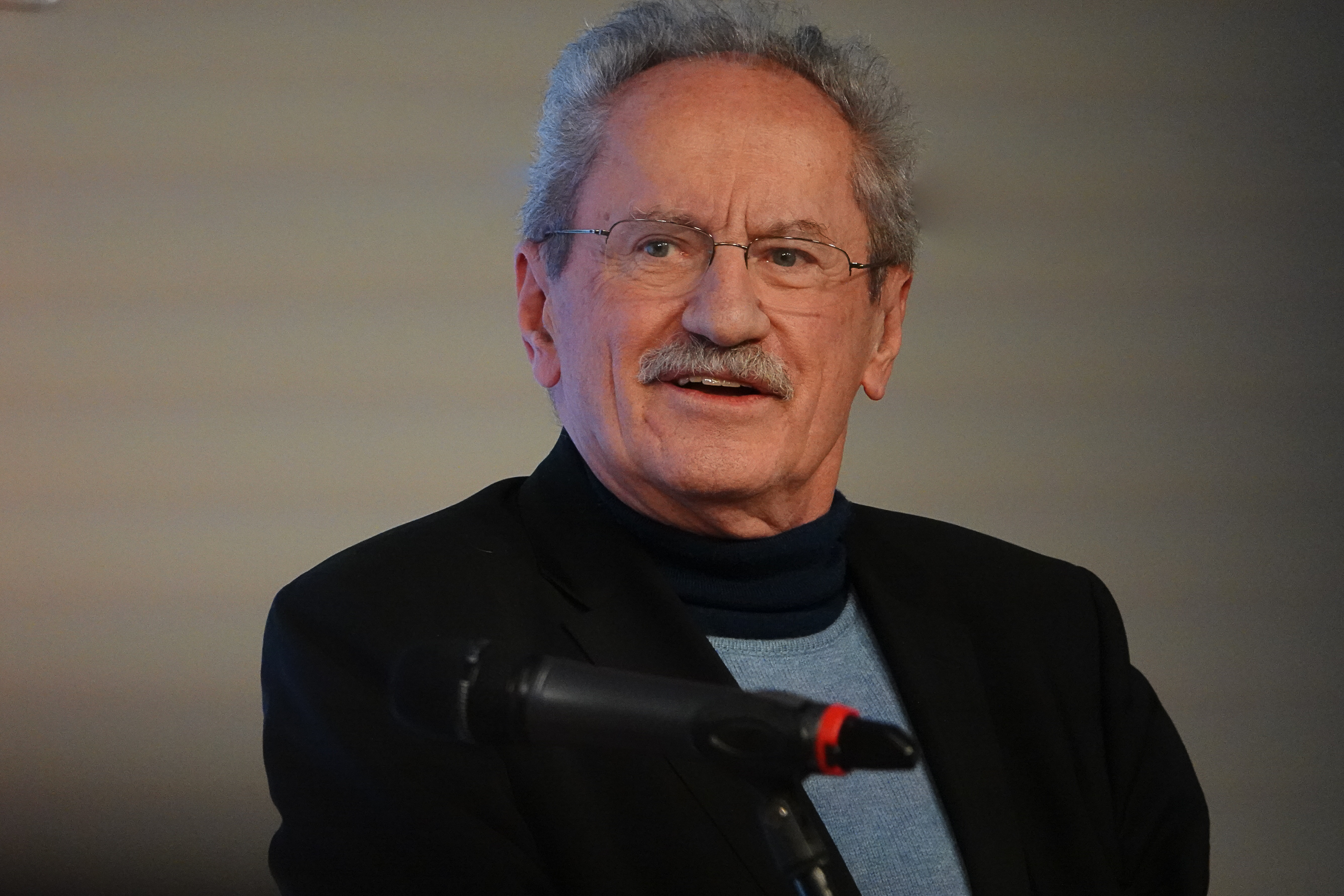
Christian Ude, Laudator für Josef Brustmann
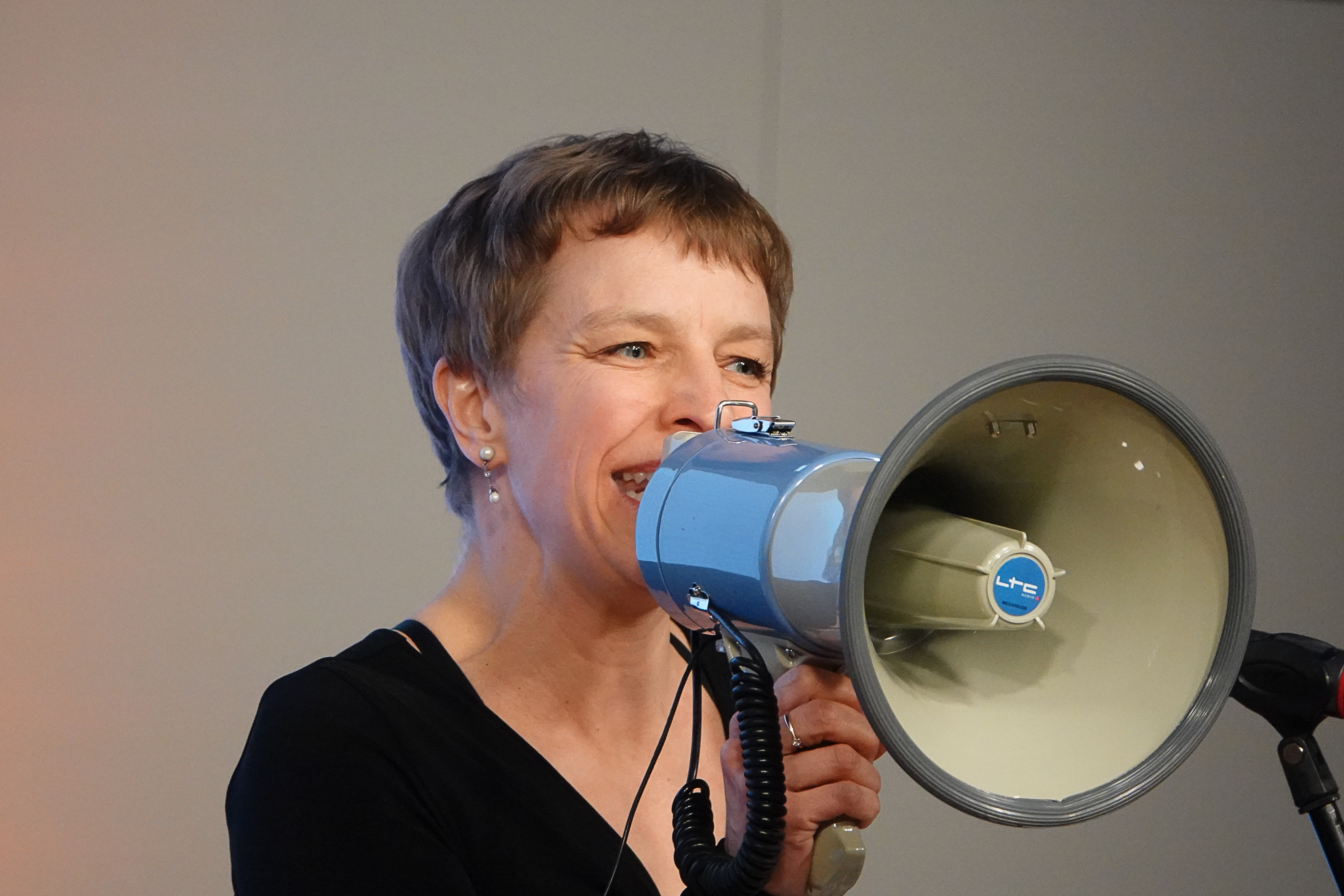
Performance von Gesche Piening
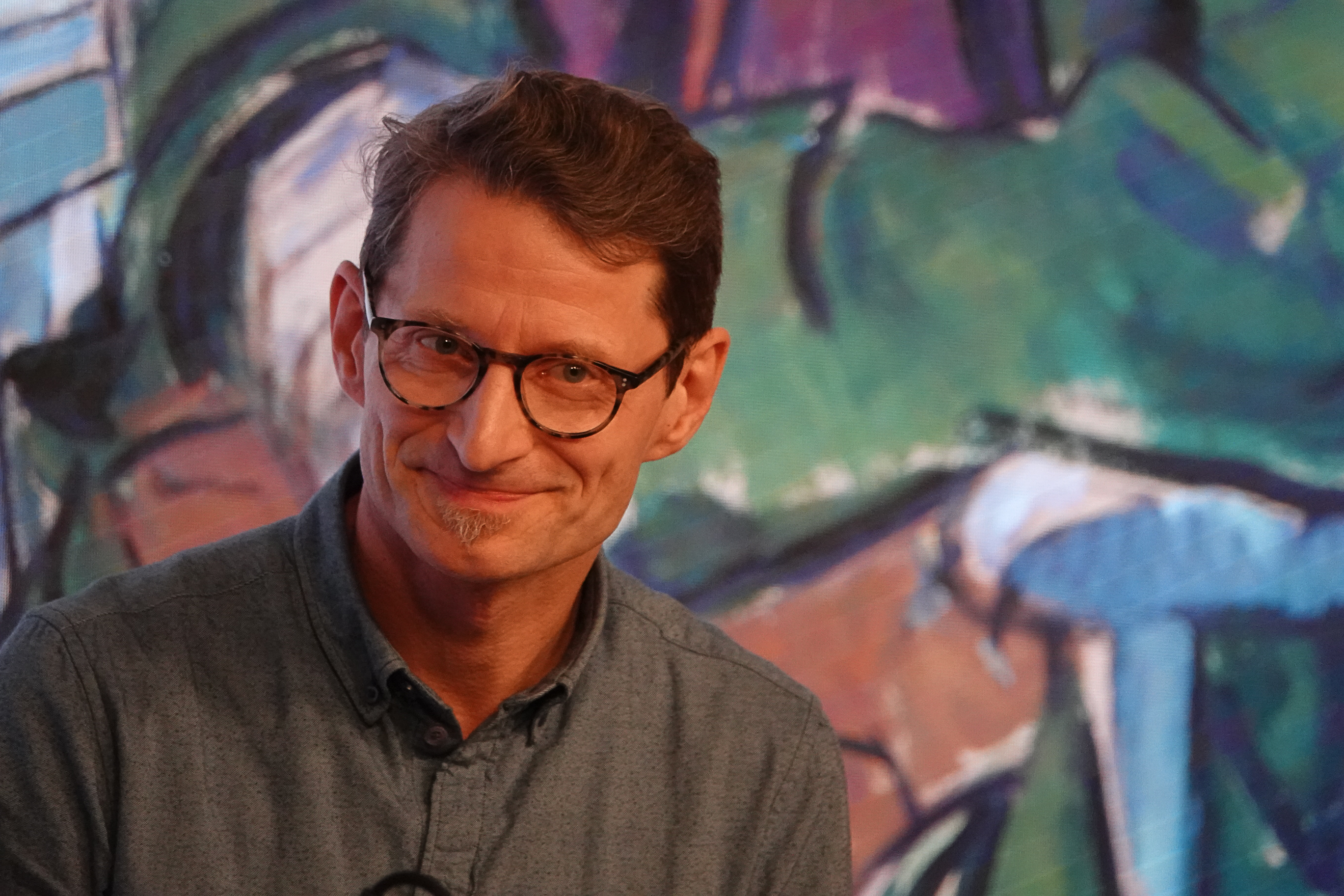
David Pätsch (Schlagzeug) – Performance von G. Piening
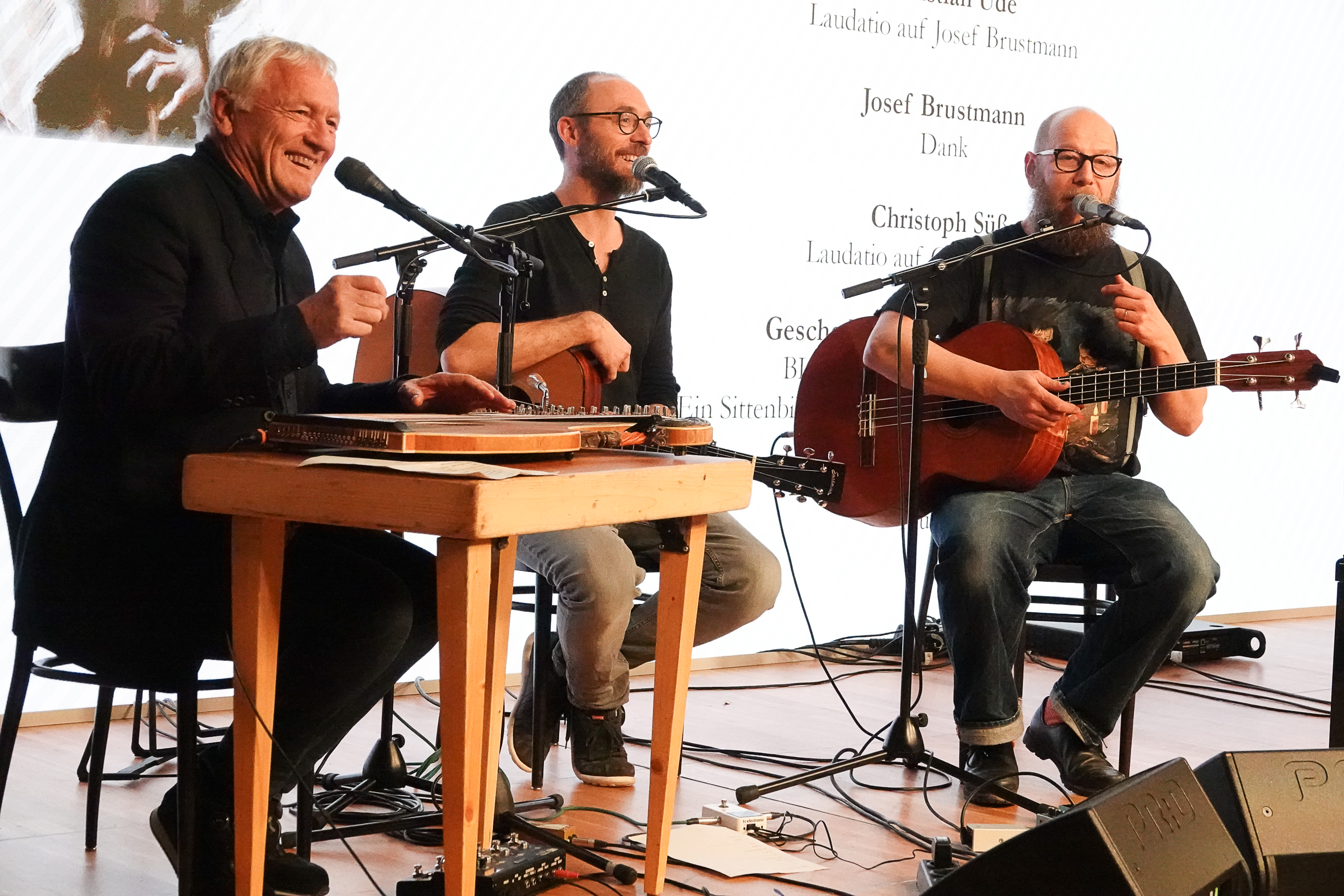
Brustmann-Schäfer-Horn